# Nagare-zukuri

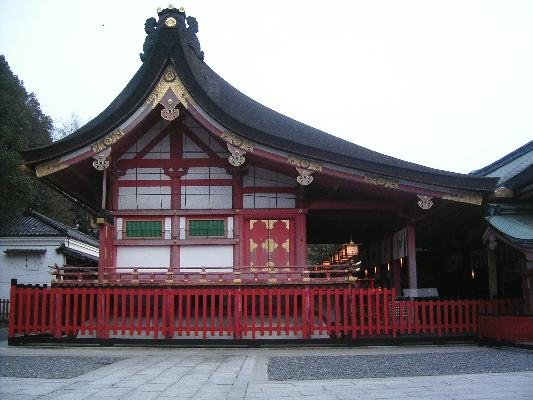
Nagare-zukuri sett från sidan, fronten är till höger (kouhai).
Fushimi Inari-taisha (Fushimi-ku, Kyoto, Kyoto Prefektur)

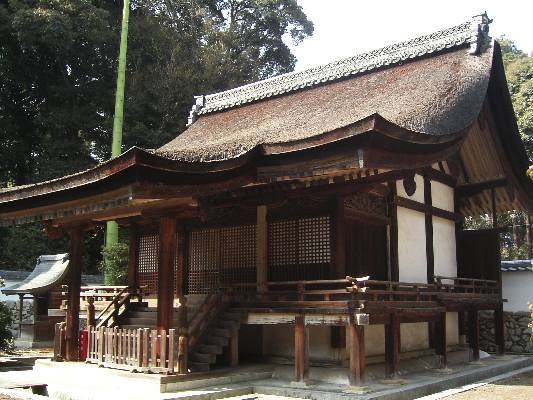
Mikkensha Nagare-zukuri med tillägg av kouhai i Mii-deras Shinrazensjindou (Shiga Prefektur)

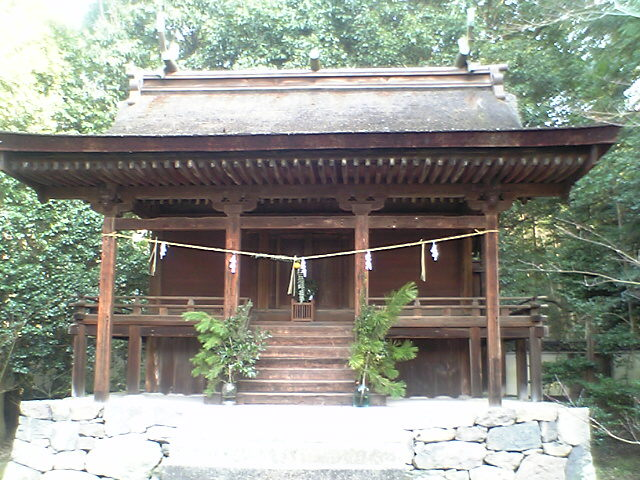
Mikkensha Nagare-zukuri i Kandani-jinja (Kagawa Prefektur)

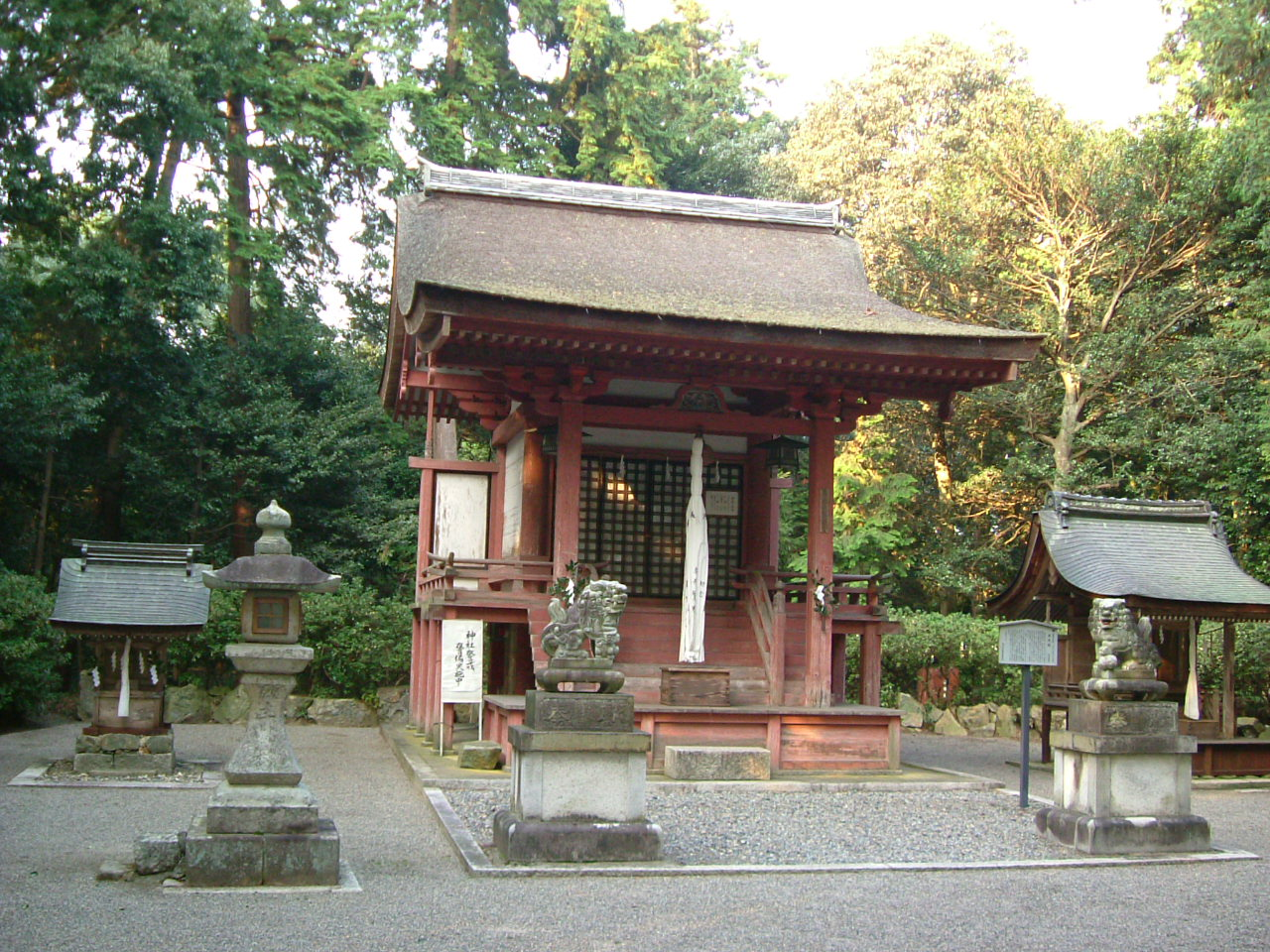
Ikkensha Nagare-zukuri sett framifrån i Namura-jinja (Shiga Prefektur)

Nagare-zukuri (japanska: 流造, Nagare-zukuri), är en av de arkitekturstilar som används för shinto-helgedomar i Japan. 

## Sammanfattning
Stilen, som kan ses representerad i bland annat Kamowakeikazuchi-jinja och Shimogamo-jinja, utvecklades från Shinmei-zukuri, som använts i Ise Jingū. Den karaktäriseras av ett kurv-format tak som sträcker sig långt framför själva byggnaden och ofta går över i en så kallad "kouhai" (ett tak byggt över trappan). Nagare-zukuri är den vanligast förekommande stilen i helgedomars honden (huvudbyggnad). 

## Struktur
Nagare-zukuri använder sig av sadeltak och är ett exempel på "hirairi", det vill säga en stil där entrén är belägen på långsidan. Sett från gavelsidan är takets form osymmetriskt, och sträcker sig långt ut över fronten. Taket är utformat med en elegant kurva, likt det som förekommer i Taisha-zukuri. I detta avseende skiljer det sig från Shinmei-zukuris raka utseende. 

### Tak
Till skillnad från Shinmei-zukuri är takets material inte begränsat till halm, och användning av spåntak, cypresstak, och koppartak är utbrett. Gavelsidan är utsmyckad med "gegyo" (en dekorativ bräda placerad under vinskivan), och bildar en elegant kurva. Takets sluttning är inte brant, och sträcker sig, som om flytande, utöver fronten och betonar kurvningen från dess "minokō" till "kouhai". 

### Pelare
Själva byggnadens pelare är runda, medan de tillhörande dess "kouhai" är polygonala. 
Om framsidan består av en travé (det vill säga att den har två pelare) kallas det för "Ikkensha Nagare-zukuri", och om den har tre travéer (det vill säga fyra pelare) kallas det för "Mikkensha Nagare-zukuri"  

### Golv
Vid grundhöjden finns ett så kallat "hamayuka" (ett litet podium placerat under dess kouhai).  

## Historia
Eftersom stilen är en utveckling av Shinmei-zukuri har den en relativt kort historia, och det äldsta befintliga exemplet på den är Ujigami-jinjas honden, byggd under Heianperiodens slut. 
År 2008 (Heisei 20) hittades vid Kanekais utgrävningsplats (Higashiōmi, Shiga prefektur) resterna av ett honden i Mikkensha Nagare-zukuri daterat till slutet av 700-talet eller början av 800-talet. Detta har noterats som det äldsta kända exemplet av stilen.